# シャルル＝オルラン・ド・フランス

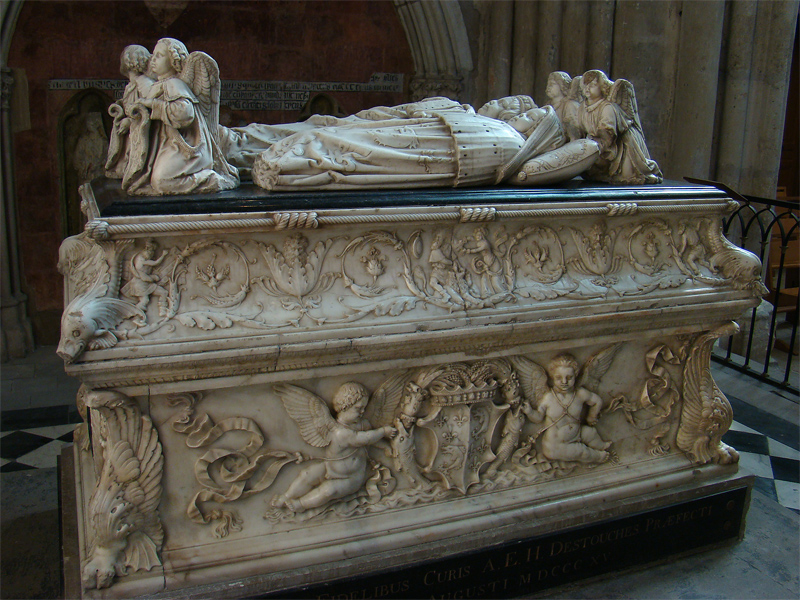
サン・ガティアン・ド・トゥール大聖堂にある、シャルル＝オルラン王子の墓

シャルル＝オルラン・ド・フランス （Charles-Orland de France、1492年10月11日 - 1495年12月16日）は、フランスのドーファン。

## 生涯
フランス王シャルル8世とブルターニュ女公アンヌ・ド・ブルターニュの長男として誕生した。誕生してから2日後の10月13日に洗礼を受け、代母にはシチリア王妃ジャンヌ・ド・ラヴァル（ルネ・ダンジュー妃）が、後見人はオルレアン公ルイ（のちのルイ12世）と、父方の義理の伯父であるボージュー領主ピエールがなった。後見人の2人は、『オルラン』（イタリア語ではOrlando）と名づけたい両親と代母の意向に反対していた。王家では伝統的にシャルル、ルイ、フィリップという名が好まれてきたからである。最終的には妥協に達し、幼い王子はシャルル＝オルラン（ラテン語でOrlandus Carolus）と名づけられた。
国王夫妻のただ一人の王位継承予定者を守るためのあらゆる措置がとられたにもかかわらず、王子ははしかにかかりアンボワーズ城で亡くなった。国王夫妻にはその後も男児が生まれたが、乳児期に早世したため、オルレアン公ルイが王位継承予定者であることが明らかになった。